# 谷德振
谷德振（1914年8月13日—1982年6月21日），中国地质力学家。生于河南密县。1942年毕业于西南联合大学地质系。1980年当选为中国科学院学部委员(院士)。曾任长江三峡工程指挥部总工程师、中国科学院地质研究所研究员，是中国工程地质与水文地质奠基人之一。